# 李喜明
李喜明（1955年6月24日—），中華民國海軍二級上將（退役）、戰略學者，籍貫青島市[註1]，畢業於海軍官校66年班（1977年班）、美國海軍戰爭學院，為中華民國國軍留美將領之一、少數潛艦出身將官，退役後積極在政治界、學界闡述「整體防衛構想」（ODC）與刺蝟戰略等戰略主張，著有《臺灣的勝算：以小制大的不對稱戰略，全臺灣人都應了解的整體防衛構想》（ISBN 9789570864878）一書，現任美國華府智庫「2049計畫研究所」客座研究員、《行動代號2027》共同製作人、國防院戰略諮委、清大台北政經學院和安中心執行長、政大社科院亞太博士學程兼任教授，曾任隴華電子公司董事、參謀總長、國防部副部長（首位現役軍人身分出任軍政副部長者）、海軍司令、國防部常務次長、國防部戰規司長、國防部參事、國防部長李傑辦公室主任、海軍總部計畫署長、海軍124艦隊長、海軍256戰隊戰隊長、海軍官校樂團團長。李喜明是繼李傑與王立申以來，第三位潛艦出身的海軍司令。

## 現職
- 美國華府智庫2049計畫研究所客座研究員
  - 董事長：薛瑞福。
- 財團法人國防安全研究院（INDSR）戰略諮詢委員
  - 董事長：霍守業。
- 國立清華大學台北政經學院（TSE）基金會和平與安全中心執行長
  - 院長：陳添枝、董事長：黃煌雄。
- 國立政治大學社會科學學院亞太研究英語博士學位學程（IDAS）兼任教授
  - 院長：楊婉瑩、學程主任：蔡中民。
- 《行動代號2027》系列節目共同製作人
  - 製作人：范琪斐。

## 論文
- 李喜明（2009）。如何正確運用電腦兵棋系統。《海軍學術雙月刊》，43(5)，38-42。
- Lee, Hsi-min (2021, September 27). Taiwan's Overall Defense Concept: Theory and the Practice. Hoover Institute, Stanford University, California, United States.

## 著作
- 李喜明（2022）。《臺灣的勝算：以小制大的不對稱戰略，全臺灣人都應了解的整體防衛構想》。臺北：聯經出版，ISBN 9789570864878。

## 荣誉

### 中华民国勋章奖章
- 二等宝鼎勋章（2017年4月28日于台北博爱营区颁授[5]）
- 一等云麾勋章（2019年6月26日于台北总统府颁授[1]）